# Notoxus monoceros
Espèce
Notoxus monoceros est une espèce d'insectes coléoptères de la famille des Anthicidae. L'épithète spécifique monoceros signifie " une seule corne ", c'est un prolongement vers l'avant du pronotum.

## Description
Petit coléoptère brun et noir au corps long d'environ 4 mm muni d'une " corne " et ressemblant très approximativement à une fourmi.

## Distribution
Eurasiatique.

## Biologie
C'est une espèce aux déplacements rapides qui préfère les sols sablonneux, les pelouses rases. On le trouve aussi sur les fleurs.